# Arnau Riera
Arnau Riera Rodríguez (Moncada y Reixach, Barcelona, 27 de diciembre de 1997) es un futbolista español que juega en la posición de portero en el club Kochi United SC, de la J3 League.

## Trayectoria
Natural de Moncada y Reixach, los primeros pasos de Arnau Riera en el fútbol fueron en el Club Deportiu Montcada i Reixac, club deportivo de su pueblo natal, ubicado en la provincia de Barcelona, España.
En el año 2016, Arnau Riera ficha por el Sabadell B, dando un salto a la Tercera División del Fútbol Español llegando a jugar una temporada completa y siendo pieza clave en el equipo.
En el año 2017, Arnau Riera ficha por el CE Europa, jugando una temporada completa como titular y manteniéndose en Tercera División del fútbol español. 
En el año 2018, Arnau Riera ficha por la cantera del Club Gimnàstic de Tarragona, conocida como la CF Pobla de Mafumet, donde se mantendría en Tercera División del fútbol español durante dos temporadas completas; concretamente las temporadas 2018-2019 y 2019-2020. 

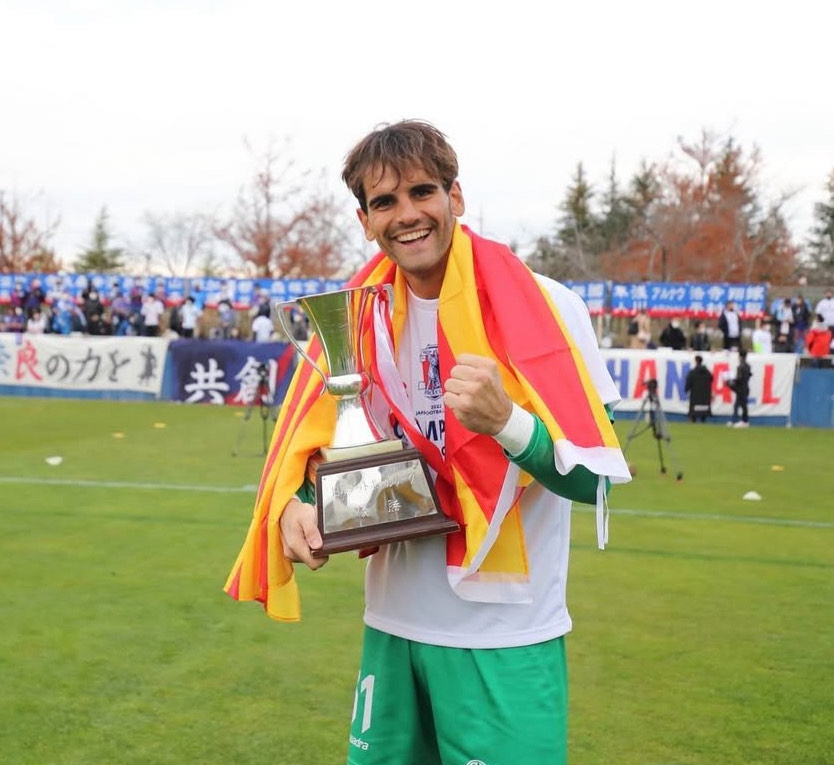
Campeón de liga con el Nara Club de Japón (2022)

Después de dos temporadas completas en la CF Pobla de Mafumet, Arnau Riera ficha por el UE Sant Andreu de Tercera División del Fútbol Español en el año 2020. 
En la temporada 2020-2021, Arnau Riera consiguió alcanzar con la UE Sant Andreu la final de los Play-off de ascenso a Segunda RFEF del Fútbol Español, parando un penalti en la prórroga de las semifinales del partido contra el Esport Club Granollers y consiguiendo vencer por 0-1 en el marcador. 

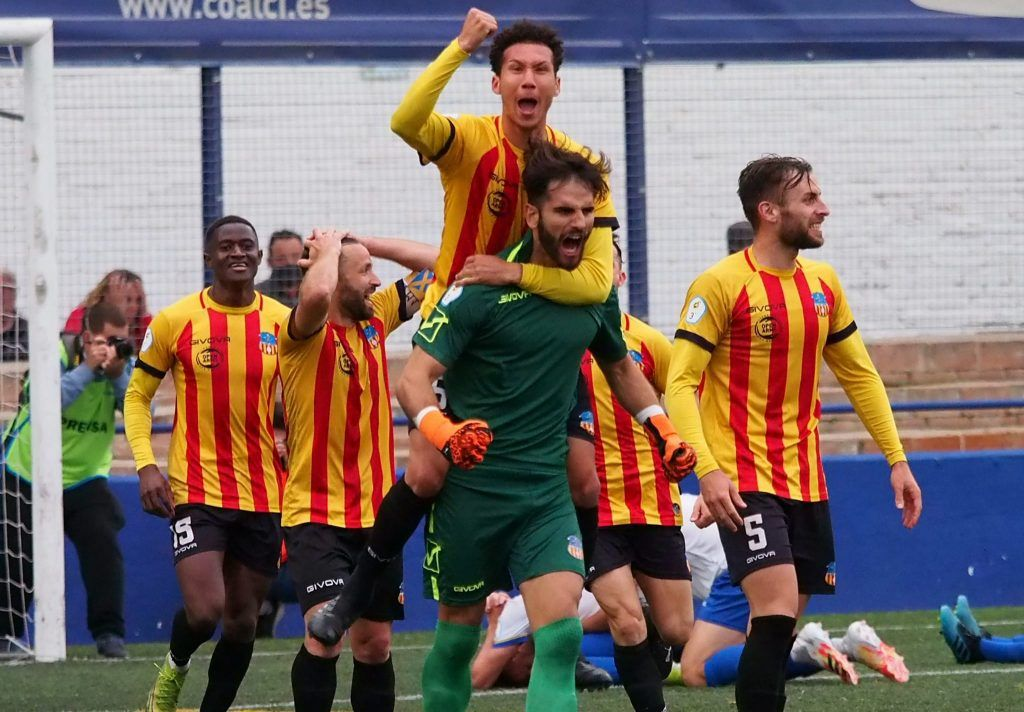
Semifinales de play-off con el UE Sant Andreu (2021)

Finalmente, Arnau Riera no consiguió ascender aquel año con la UE Sant Andreu al perder por 3-1 la final de los Play-off de ascenso a Segunda RFEF del Fútbol Español contra el Cerdanyola Fútbol Club. 
En el año 2021, después de estar tres meses en el C.P San Cristóbal, Arnau Riera da un giro a su carrera deportiva fichando por el Nara Club de Japón, con el que consiguió ganar la liga y ascender a J3 League de Japón, siendo galardonado en su primera temporada en Japón con el premio al Mejor Portero de la Liga de la temporada 2022-2023.    
Después de dos temporadas en el Nara Club, el dia 8 de enero de 2024, Arnau Riera da un salto más a su carrera como profesional fichando por el club japonés Sagan Tosu de la J1 League de Japón, convirtiéndose así en el primer jugador de la historia del Nara Club en fichar por un equipo de la Primera División Japonesa de Fútbol.  
Arnau Riera con su fichaje por el Sagan Tosu en enero de 2024, también se convirtió en el primer portero catalán y español en formar parte de un equipo de la máxima categoría del fútbol japonés.  
En la temporada 2025, Arnau Riera ante la falta de minutos con el Sagan Tosu, marcha cedido al Kochi United Sports Club en busca de más protagonismo en la portería. 

## Clubes
| Club                | País   | Año       |
| ------------------- | ------ | --------- |
| CE Sabadell B       | España | 2016-2017 |
| CE Europa           | España | 2017-2018 |
| CF Pobla de Mafumet | España | 2018-2020 |
| UE Sant Andreu      | España | 2020-2021 |
| C.P San Cristóbal   | España | 2021-2022 |
| Nara Club           | Japón  | 2022-2024 |
| Sagan Tosu          | Japón  | 2024-2025 |
| Kochi United SC     | Japón  | 2025-Act  |